# Jan Bujnicki
Jan Bujnicki herbu Ślepowron (zm. po 13 lipca 1772 roku) – stolnik połocki w latach 1752–1775, starosta kreszucki.
Żonaty z Anną Baranowską.
Poseł województwa połockiego na sejm 1758 roku i na sejm 1766 roku.